# Spring Lake (New Jersey)
Pour les articles homonymes, voir Spring Lake.
Spring Lake est un Borough de l'état du New Jersey, situé sur la côte Atlantique du Comté de Monmouth.
En 2010 sa population était de 2 993 habitants.